# Karl Theodor von Gohren
Karl Theodor von Gohren (* 25. Februar 1836 in Jena; † 29. Dezember 1923 in Mödling bei Wien) war ein deutsch-österreichischer Agrikulturchemiker.
Er studierte seit 1855 Chemie und Landwirtschaft an der Universität Jena und wurde dort 1858 zum Dr. phil. promoviert. Während seines Studiums wurde er im 1855 Mitglied der Burschenschaft Germania Jena. Von 1859 bis 1864 war er Leiter der Agrikulturchemischen Versuchsstation in Blansko (Mähren), dann Professor für Chemie und Technologie an der Landwirtschaftlichen Lehranstalt in Tetschen-Liebwerd und von 1872 bis 1899 Direktor der Landwirtschaftlichen Lehranstalt Francisco-Josephinum in Mödling.
Sein Hauptarbeitsgebiet war die Agrikulturchemie. Daneben galt sein Interesse dem landwirtschaftlichen Unterrichtswesen. Er besuchte viele Landwirtschaftsschulen, studierte deren Lehrpläne, veröffentlichte darüber Berichte und beeinflusste maßgebend die Entwicklung des landwirtschaftlichen Unterrichts.

## Schriften
- Anleitung zu chemischen Untersuchungen mit besonderer Beziehung auf Landwirthschaft und landwirthschaftliche Industrie. Prag 1867.
- Ueber landwirthschaftliches Unterrichtswesen. Reise-Bericht. Prag 1867.
- Die Agricultur-Chemie nach dem heutigen Standpunkte der Wissenschaft und Erfahrung. 2 Teile, Leipzig 1872/1877. - Zuerst erschien der 2. Teil  Die Naturgesetze der Fütterung der landwirthschaftlichen Nutzthiere (1872), fünf Jahre später der 1. Teil unter dem Titel Die naturgesetzlichen Grundlagen des Pflanzenbaues (1877).